# Ashes to Ashes (Lied)
Ashes to Ashes ist ein Lied des britischen Musikers David Bowie, das im August 1980 erschien.

## Entstehung und Veröffentlichung
Das Lied wurde vom Interpreten selbst getextet, komponiert und produziert. Bei der Produktion erhielt Bowie Unterstützung durch Tony Visconti.
Die Erstveröffentlichung von Ashes to Ashes erfolgte als Single am 8. August 1980 bei RCA Records. Diese erschien als 7″-Single mit der B-Seite Move On (Katalognummer: Victor PB 9575). Im gleichen Jahr erschienen Singleausführungen mit den B-Seiten Alabama Song (Katalognummer: Victor PC 9631) oder auch Fashion (Katalognummer: SSD-3011). Am 12. September 1980 erschien das Lied als Teil von Bowies 14. Studioalbum Scary Monsters (And Super Creeps) (Katalognummer: Victor PL 13 647), dessen erste Singleauskopplung es ist. Die Singleversion des Liedes ist im Vergleich zur Albumversion um fast eine Minute auf 3:35 Minuten gekürzt.

## Inhalt
Das Lied gilt als Fortsetzung von Bowies Hit Space Oddity. Die Geschichte vom fiktiven Raumfahrer Major Tom, der irgendwo im Weltraum verschwunden ist, wird in Ashes to Ashes nun ausdrücklich als Metapher für einen Drogensüchtigen interpretiert, der sich auf einem Trip verliert: „Ashes to ashes, funk to funky. We know Major Tom's a junkie, strung out in heaven's high, hitting an all time low.“
Kurz nach Veröffentlichung der Single behauptete Bowie in einem Interview mit dem Magazin New Musical Express mit einem Lachen, dass es sich dabei um eine Ode an die Kindheit, einen modernen Kinderreim handle; es gehe um Raumfahrer, die drogensüchtig werden: „It really is an ode to childhood, if you like, a popular nursery rhyme. It's about space men becoming junkies (laughs).“

## Musikvideo
Bemerkenswert bis heute ist die für die damalige Zeit aufwändige Gestaltung des Musikvideos, weshalb es bis heute zu den Meilensteinen der Musikvideo-Kunst zählt. Es wurde von David Mallet weitgehend in einer überbelichteten und für die damalige Zeit typischen Ästhetik gehalten und greift Bowies Wandlungsfähigkeit auf, durch die er bekannt wurde. Unter anderem tritt er als trauriger Clown und als Taucher auf. Seine Mitstreiter stammen aus der Londoner Blitz Kids–Szene, die später als New Romantics bekannt wurden. Einer der Darsteller ist Steve Strange, der im November 1980 mit Fade to Grey in einem ähnlich stilprägenden Musikvideo auftrat.
Ashes to Ashes ist die Quintessenz des 1970er-Jahre-Bowie, bevor er mit der nächsten Singleauskopplung Fashion eine weitere Wandlung zum Dandy-Image des 1980er Bowie vollzog, die sich in Let’s Dance und China Girl manifestierte.

## Rezeption

### Rezensionen
Dave Thompson rezensierte das Lied für die Musikdatenbank Allmusic: Das Lied sei einfach zusammengefasst eine Fortsetzung der Abenteuer von Major Tom. Das Musikvideo zu Ashes to Ashes sei eine sehr bewusste Anerkennung der damals aufkommenden New-Romantic-Szene.
Dave Rimmer, Autor von Like Punk Never Happened, meint in seinem Bildband The Look – New Romantics, Ashes to Ashes ließe sich als autobiografisches Schleppnetz durch Bowies Karriere interpretieren, bei der er ganz bewusst vergangene Rollen ablege und die Jalousien zum Gestern herablasse. Rimmer bezieht sich dabei sowohl auf Textpassagen des Liedes als auch auf Szenen aus dem Musikvideo.

### Mediale Verwendung
Die von Matthew Graham und Heather Pharoah entwickelte britische Krimiserie Ashes to Ashes – Zurück in die 80er (2007–2010) wurde nach diesem Lied benannt und bezieht sich in der ersten Staffel mehrfach auf den Pierrot aus dem Musikvideo.

## Kommerzieller Erfolg

### Chartplatzierungen
Ashes to Ashes avancierte zum Nummer-eins-Hit im Vereinigten Königreich, dem zweiten Bowies nach Space Oddity. Darüber hinaus erreichte es Top-10-Platzierungen in Norwegen (Rang 3), Neuseeland, Österreich und Schweden (je Rang 6) und Deutschland (Rang 9).
| ChartsChartplatzierungen     | Höchstplatzierung | Wochen/ Monate |
| ---------------------------- | ----------------- | -------------- |
| Deutschland (GfK)            | 9 (21 Wo.)        | 21 Wo.         |
| Österreich (Ö3)              | 6 (1,5 Mt.)       | 1,5 Mt.        |
| Schweiz (IFPI)               | 11 (7 Wo.)        | 7 Wo.          |
| Vereinigtes Königreich (OCC) | 1 (11 Wo.)        | 11 Wo.         |

| ChartsJahrescharts (1980)    | Platzierung |
| ---------------------------- | ----------- |
| Vereinigtes Königreich (OCC) | 13          |

### Auszeichnungen für Musikverkäufe
Der britische Phonoverband British Phonographic Industry zertifizierte im August 1980 eine Silberne Schallplatte.
| Land/Region                  | Auszeichnungen für Musikverkäufe (Land/Region, Auszeichnung, Verkäufe) | Verkäufe |
| ---------------------------- | ---------------------------------------------------------------------- | -------- |
| Neuseeland (RMNZ)            | Gold                                                                   | 15.000   |
| Vereinigtes Königreich (BPI) | Gold                                                                   | 400.000  |
| Insgesamt                    | 2× Gold ·                                                              | 415.000  |

Hauptartikel: David Bowie/Auszeichnungen für Musikverkäufe